# Arizonaspitsmuis
De arizonaspitsmuis (Sorex arizonae)  is een zoogdier uit de familie van de spitsmuizen (Soricidae). De wetenschappelijke naam van de soort werd voor het eerst geldig gepubliceerd door Diersing & Hoffmeister in 1977.

## Voorkomen
De soort komt voor in Mexico en de Verenigde Staten.